# Rally de Chile
El Rally de Chile (comercialmente Copec Rally Chile y posteriormente Rally Chile Bio Bio) es una carrera de rally que se disputa anualmente desde 2019 sobre tramos de tierra en Chile. Es puntuable para el Campeonato Mundial de Rallyes y es la tercera prueba que se disputa en Sudamérica, tras Argentina (1980) y Brasil (1981). Sus ediciones se realizan próximas a la ciudad de Concepción.

## Historia
En su primera edición, la prueba contó con cincuenta y cinco equipos inscritos, entre ellos varias marcas oficiales: Citroën, Ford, Hyundai y Toyota. El estonio Ott Tänak con su Toyota Yaris WRC lideró gran parte de la prueba y se adjudicó la victoria por delante de Sébastien Ogier y Sébastien Loeb segundo y tercero respectivamente. En la categoría WRC 2 venció el japonés Takamoto Katsuta y en WRC 2 Pro el finés Kalle Rovanperä mientras que el piloto chileno mejor clasificado fue Cristóbal Vidaurre, décimo octavo con su Škoda Fabia R5.
La segunda edición estaba programada para el 16 y 19 de abril de 2020, pero meses antes la organización decidió cancelar su celebración debido a la situación social del país. La tercera edición estaba programada para el 9 y 12 de septiembre de 2021, pero meses antes la organización también decidió cancelar su realización debido a la pandemia de COVID-19, ya que el país tiene estrictas medidas con restricciones de viaje y otras restricciones más, siendo reemplazado por el Rally de la Acrópolis, en Grecia.
La prueba volvió a desarrollarse en 2023, entre el 28 de septiembre y el 1 de octubre.

## Palmarés
| Año  | Edición               | Piloto            | Copiloto          | Automóvil              | Series |
| ---- | --------------------- | ----------------- | ----------------- | ---------------------- | ------ |
| 2019 | 1º Copec Rally Chile  | Ott Tänak         | Martin Järveoja   | Toyota Yaris WRC       | WRC    |
| 2020 | Edición cancelada     | Edición cancelada | Edición cancelada | Edición cancelada      | WRC    |
| 2021 | Edición cancelada     | Edición cancelada | Edición cancelada | Edición cancelada      | WRC    |
| 2022 | Edición cancelada     | Edición cancelada | Edición cancelada | Edición cancelada      | WRC    |
| 2023 | 2º Rally Chile BIOBÍO | Ott Tänak         | Martin Järveoja   | Ford Puma Rally1       | WRC    |
| 2024 | 3º Rally Chile BIOBÍO | Kalle Rovanperä   | Jonne Halttunen   | Toyota GR Yaris Rally1 | WRC    |